# Sandman: El Libro de los Sueños
Sandman: El Libro de los Sueños (1996), editado por Ed Kramer y Neil Gaiman, es una antología de historias cortas basadas en los libros de cómic The Sandman.

## Detrás de las cámaras
Antes de la eventual publicación de The Sandman: Libro de los Sueños, la controversia que lo rodea casi hace que el libro no se publique.
Al parecer, DC Comics (los propietarios de The Sandman) estaban arreglando los contratos en los que incluían disposiciones muy distintas a las que los editores habían dicho originalmente a los autores cuando solicitaron el material.
Los editores trataron de DC Comics para cambiar los términos de los contratos de nuevo a lo que se dijo inicialmente a los autores, pero no tuvieron éxito. Como resultado, varios autores abandonaron el proyecto, entre ellos Harlan Ellison, Jane Yolen, Charles de Lint, Martha Soukup, Karawynn largo, y Michael Berry.

## Contenido
Prefacio de Frank McConnell
1. Masquerade and High Water por Colin Greenland
2. Chain Home, Low por John M. Ford
3. Stronger Than Desire por Lisa Goldstein
4. Each Damp Thing por Barbara Hambly
5. The Birth Day por B.W. Clough
6. Splatter por Will Shetterly
7. Seven Nights in Slumberland por George Alec Effinger (this features Little Nemo)
8. Escape Artist por Caitlin R. Kiernan
9. An Extra Smidgeon por Eternity by Robert Rodi
10. The Writer's Child por Tad Williams
11. Endless Sestina por Lawrence Schimel
12. The Gate of Gold por Mark Kreighbaum
13. A Bone Dry Place por Karen Haber
14. The Witch's Heart por Delia Sherman
15. The Mender of Broken Dreams por Nancy A. Collins
16. Ain't You 'Most Done? por Gene Wolfe
17. Valóság and Élet por Steven Brust
18. Stopp't-Clock Yard por Susanna Clarke
19. Afterword: Death por Tori Amos

### Arte
- Cubierta por Dave McKean
- Frontispicio por Clive Barker

- Datos: Q7762225